# گورسو (تاش‌اوا)
گورسو (به لاتین: Gürsu) یک منطقهٔ مسکونی در ترکیه است که در تاشوا واقع شده‌است.